# Ampelan
Ampelan is een bestuurslaag in het regentschap Bondowoso van de provincie Oost-Java, Indonesië. Ampelan telt 2148 inwoners (volkstelling 2010).